# Alphonse Gaudar de La Verdine
 (mai 2013).
Si vous disposez d'ouvrages ou d'articles de référence ou si vous connaissez des sites web de qualité traitant du thème abordé ici, merci de compléter l'article en donnant les références utiles à sa vérifiabilité et en les liant à la section « Notes et références ».
Augustin Alphonse Gaudar de La Verdine, né le 18 août 1780 à Bourges (Cher) et mort à Sienne (Italie) le 16 septembre 1804, est un peintre néo-classique français.

## Biographie
Alphonse Gaudar de La Verdine est le fils de Pierre Gaudart, seigneur de La Verdine (1736), président trésorier de France à Bourges, confirmé dans sa noblesse à l'assemblée de Bourges en 1789, et de Marie Jourdain. Il est le frère du peintre Pierre Jean François Gaudart de Laverdine (1779-1840), qui épouse Adeline Anisson du Perron le 14 avril 1806.
Avec son frère, il étudia la peinture à l'Académie royale de peinture et de sculpture à Paris où il fut l'élève de François-André Vincent et l'ami de Pierre-Narcisse Guérin.
Il obtient le grand prix de Rome de peinture pour Manlius Torquatus condamnant son fils à mort en 1799, et devient pensionnaire de l'Académie de France à Rome à la villa Médicis. Il meurt prématurément à Sienne, le 16 septembre 1804, d'une maladie inconnue. Une plaque en marbre commémorative, située dans la dernière chapelle du bas-côté droit de l'église de Saint-Louis des-Français à Rome, lui rend hommage. 
Une partie de ses peintures est aujourd'hui conservée à Châteauroux au Musée-hôtel Bertrand et la quasi-intégralité de ses dessins au musée des Beaux-Arts de Tours. La plupart des œuvres fut léguée par la petite nièce de l'artiste, Marguerite Savary de Lancosme-Brèves, comtesse de Lambert.

## Galerie

Œuvres d'Alphonse Gaudar de La Verdine
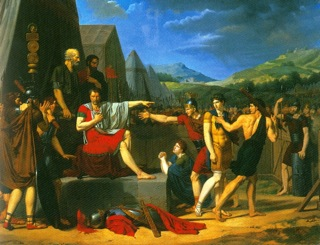
Manlius Torquatus condamnant son fils à mort (1799), Paris,  École nationale supérieure des beaux-arts.
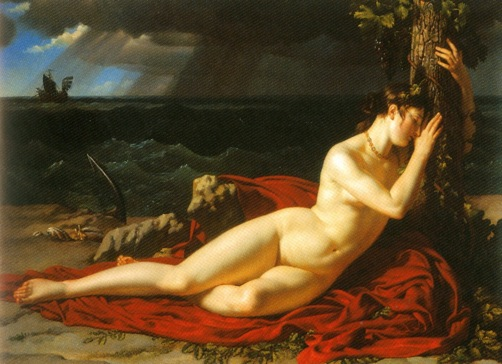
Ariane abandonnée par Thésée (1802), Châteauroux, musée-hôtel Bertrand.
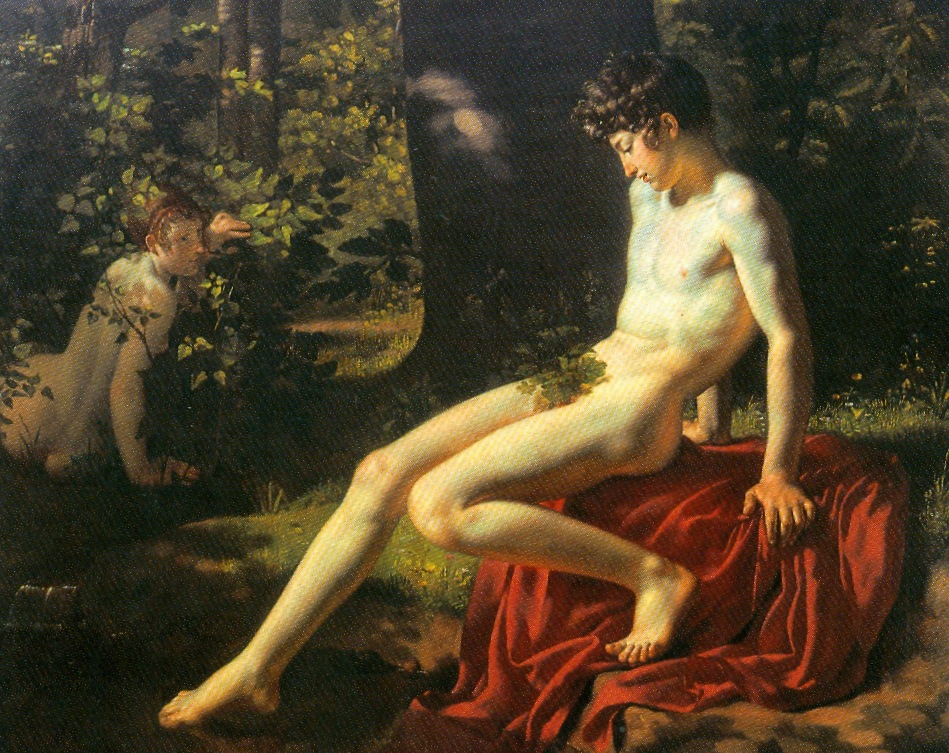
Narcisse se mirant dans l'eau (1801), Châteauroux, musée-hôtel Bertrand.
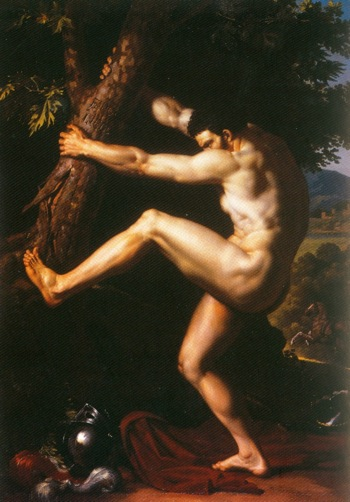
Roland furieux (1803-1804), Châteauroux, musée-hôtel Bertrand.

## Sources
- Cécile Debray et Annie Gilet, Gaudar de Laverdine (1780-1804). Une œuvre inachevée, Ville de Châteauroux, 1999
- Dictionnaire de biographie française
- Catalogue du Musée Bertrand de Châteauroux
- Dessins du musée des Beaux-Arts de Tours – XVIe-XVIIIe siècle (catalogue), SilvanaEditoriale, 2013
- Bourges, Archives départementales du Cher (paroisse de Saint-Pierre-le-Puellier)
- Paris, Archives de l’École nationale supérieure des beaux-arts,